# Thạch Kỳ

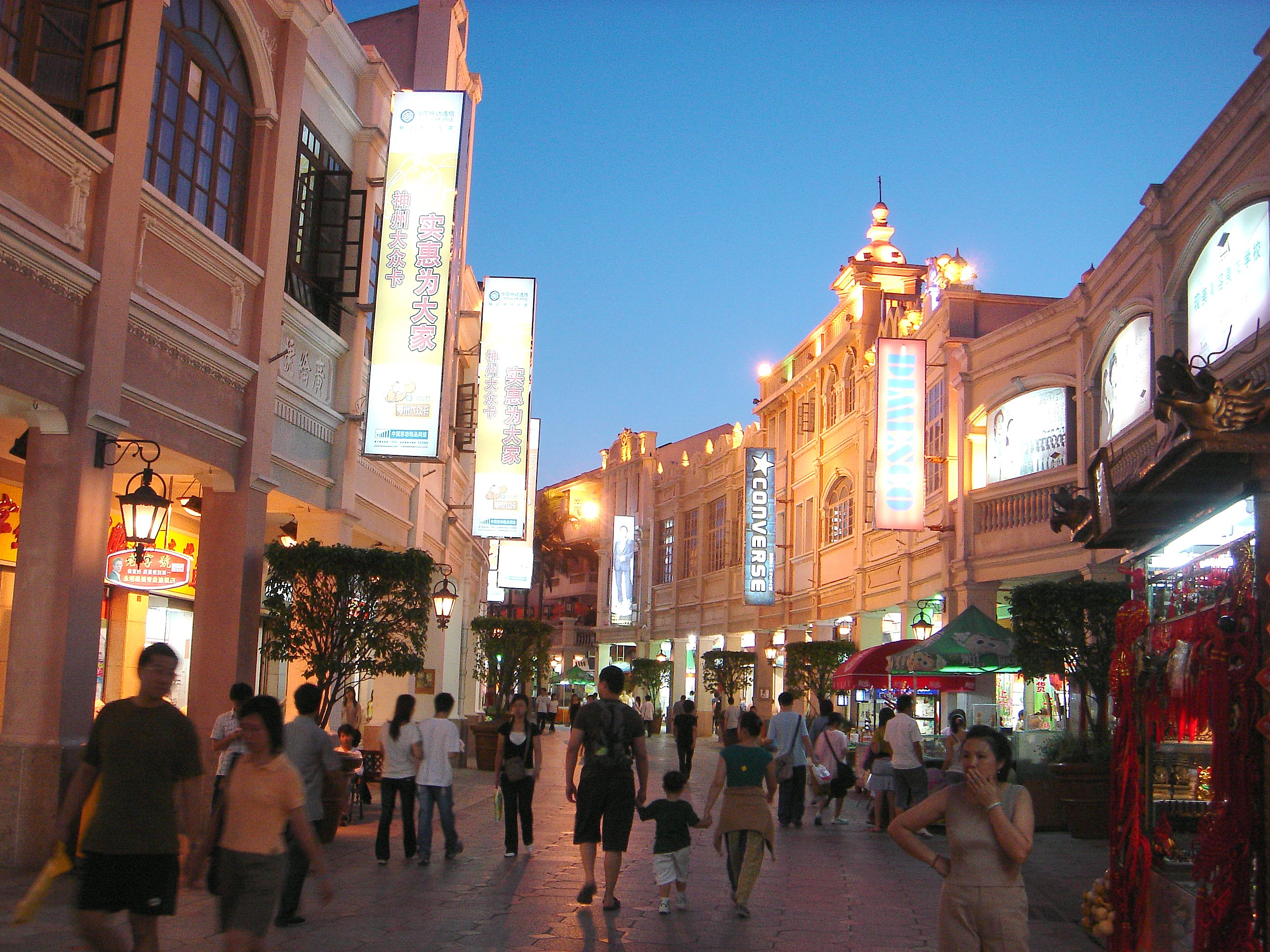
Đường Tôn Văn Tây của Thạch Kỳ

Thạch Kỳ (chữ Hán giản thể: 石岐街道, âm Hán Việt: Thạch Kỳ nhai đạo) là một nhai đạo thuộc địa cấp thị Trung Sơn, tỉnh Quảng Đông, Cộng hòa Nhân dân Trung Hoa. Thạch Kỳ nằm ở trung bộ Trung Sơn, là một trong các khu nội thành của Trung Sơn. Nhai đạo này có diện tích 26 km², dân số thường trú là 161.300 người, dân số không có hộ khẩu là 42000 người. Thạch Kỳ được chia thành các đơn vị hành chính gồm nhai đạo, trấn.